# Alto P.M.
Alto P.M. ist eine Aldeia in der osttimoresischen Landeshauptstadt Dili. Die Aldeia liegt im Süden des Sucos Mascarenhas (Verwaltungsamt Vera Cruz). In Alto P.M. leben 665 Menschen (2015).

## Lage

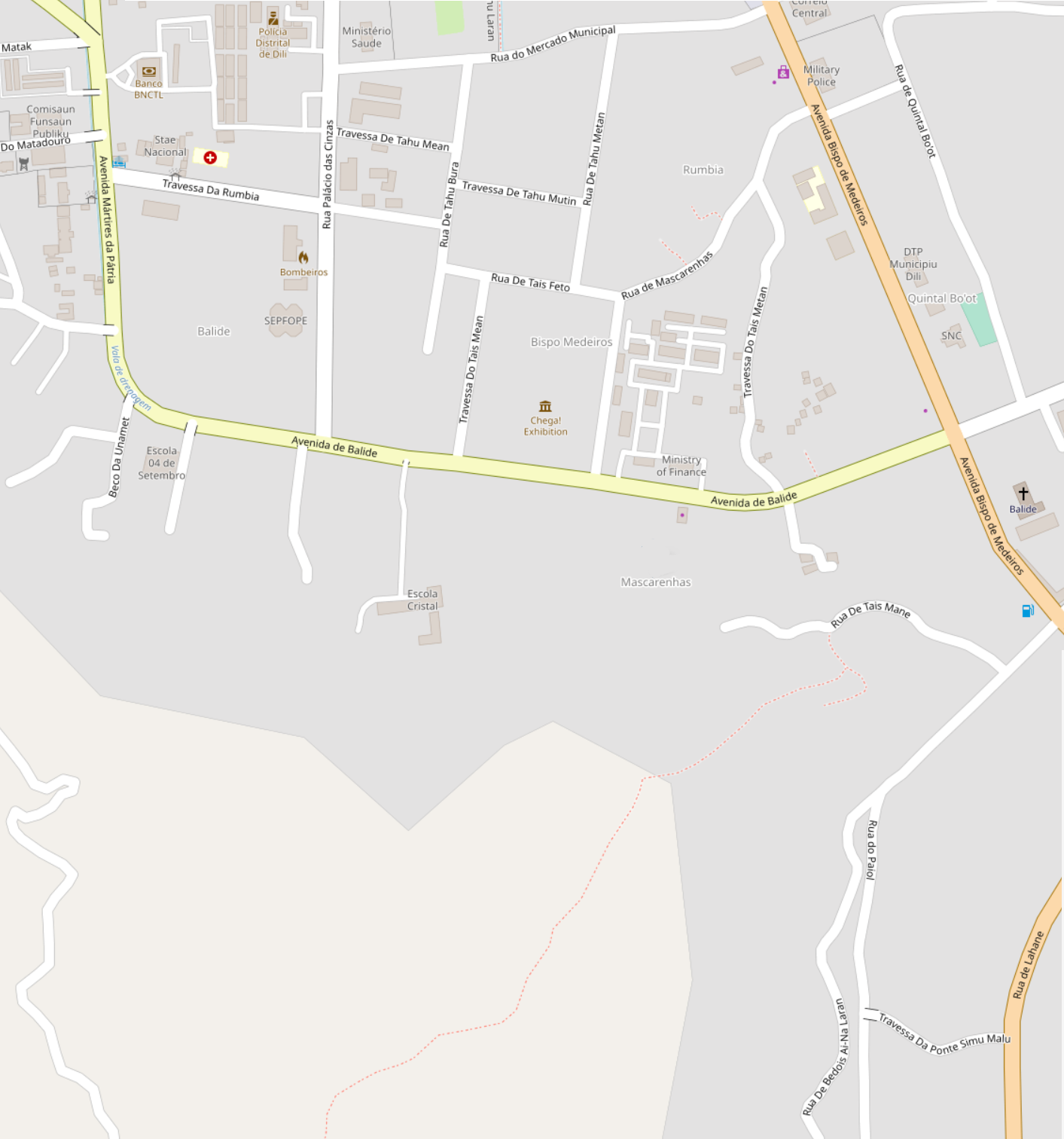
Straßenkarte von Mascarenhas

In Alto P.M. liegt das Zentrum des traditionellen Stadtteils Mascarenhas und der Mittelpunkt von Balide. Westlich von Alto P.M. liegt die Aldeia Alto Balide und nördlich der Avenida de Balide die Aldeias Baixo Balide und Manu Cocorec. Östlich befindet sich der Suco Santa Cruz und südlich der Suco Lahane Ocidental. Richtung Süden nimmt die Besiedlung in den Hügeln merklich ab.